# Антирадянське повстання сарбазів 1930 року
Антирадянське повстання сарбазів 1930 року («Повстання сарбазів (Сарбаздар көтерілісі)») — повстання казахів-шаруа проти кампанії насильницької колективізації, конфіскації майна і податкової політики, що охопило великі території Актюбінського, Кустанайського і Кизил-Ординського округів Казакської АРСР.
Більшість повсталих і керівників були учасниками Центральноазійського повстання 1916 року у Російській імперії (сарбазами Іргізького повстання 1916 і повстання в Тургайських степах 1916—1917 років під керівництвом Абдігапара Жанбосинули та Амангельди Іманова). В окремих джерелах це повстання ділять на «Іргізьке повстання 1930 року» та «Кармакшинське (Каракумське або Кизил-Ординське) повстання 1930 року».

## Передумови повстання
У листопаді 1929 року Пленум ЦК ВКП (б) обговорив питання розвитку колгоспного руху і здійснення заходів щодо поліпшення перебудови сільського господарства.
У грудні того ж року Пленум ЦК Компартії Казахстану обговорив шляхи виконання Пленуму ЦК ВКП(б) і постановили, що необхідною умовою колективізації є перехід кочівників до осілого способу життя. Так, «революційне завзяття» комуністів Казахстану під керівництвом Ф. Голощекина набагато випередили Москву, де офіційний указ про посадження кочових племен на території Російської СФРР був прийнятий лише 6 вересня 1930 року.
ЦК Компартії Казахстану ухвалив, що з 566 тисяч кочових і напівкочових господарств до січня 1930 року до осілості мали перейти 544 тисячі. При цьому підкреслювалося, що населення Казахстану на осілість переводити треба насильно.
А після Постанови ЦК ВКП (б) від 5 січня 1930 року «Про темп колективізації і заходи допомоги держави колгоспному будівництву» та секретної Постанови політбюро ЦК ВКП(б) від 30 січня 1930 рік «Про заходи щодо ліквідації куркульських господарств у районах суцільної колективізації» такі директиви отримали і політичне, і юридичне обґрунтування.
Місцеві комітети кинулися завзято виконувати директиви. Так як весь комплекс політико-ідеологічних директив націлював на гонку за рекордними показниками, ніж на розумні темпи, райони та округу Республіки змагалися один з одним в пихатості перемог з «колгоспного фронту». Якщо в 1928 році в Казахстані колективізували 2 % всіх господарств, то вже на 1 квітня 1930 року — 50,5 %, а до жовтня 1931 року — близько 65 %. А вже до початку осені 1931 року в республіці налічувалося 78 районів (з 122), де колективізацією було охоплено 70 % — 100 % дворів.
Принцип добровільності вступ до колгоспів постійно порушувався. Предтечею репресій стали сільськогосподарські заготівлі і податки. Крім того, застосовувалися і інші «виховні» заходи. Таким чином, тільки у трьох округах (Акмолинському, Петропавлівському і Семипалатинському) було засуджено 34120 осіб і притягнуто до адміністративної відповідальності 22307 господарств. Крім того, стягнуто штрафів та вилучено майна більш ніж на 23 млн рублів: конфісковано 53,4 тис. худоби, 631 тисяч пудів хлібних запасів, 258 будівель. Під час проведення політики «розкуркулення» понад 60 тисяч господарств були оголошені байськими, і їх майно було піддано конфіскації; понад 40 тисяч осіб було розкуркулено, а решта втекли, кинувши своє майно.

## Початок повстання
Початком повстання вважають 25 лютого 1930 року. Повстання з самого початку мало масовий характер, оскільки вже в доповідній в ПП ОДПУ м. Алма-Ати старшого представника Військового округу Волохова від 25.02.30 р. вказані населені пункти на великій території Іргізького району Актюбінської округи і Джетигаринського (Жетікаринського) району Кустанайського округу. У тому ж документі Волохов доповідає про керівників повсталих: аул № 22 — хазірет (хазрат) Ісатай, аул № 25 — хазірет Ухатай, аул № 5 — хазірет Айтбаєв, аул № 26 — Айжаркин хан, аул № 8 — Сандибек Каражанов, в аулі № 10 і 11 керівники не відомі (в документі прізвища людей, крім однієї людини не вказані). Усюди «бандити» (повсталі — сарбази) — громили сільради, знищували документацію, зривали продзаготівлі, розпускали колгоспи, здійснили арешт 10 представників влади. Так само в документі зазначено місце основного скупчення повстанців на півдні Джетигаринського району Кустанайського округу в місцевості Каратабан.
За доповідною Волохова видно, що Айжаркина Канаєва називають ханом, значить, він був уже обраний повсталими як хан. 75-річний Канаєв А. був найавторитетнішою особою серед сарбазів. Він уже вибирався ханом Кенжегаринської волості іргизького повіту під час Іргизького повстання 1916 і був найближчим соратником загального хана Абдігапара Жанбосинули — керівника повстання в степах Тургая в період 1916—1917 років. Айжаркина Канаєва вибирають загальним ханом — керувати, створеними загонами сарбазів.
Схема керівництва повсталих була аналогічна структурі Торгайського повстання 1916 року, оскільки більшість ватажків були активними учасниками повстання 1916 року. Хан мав радників — візирів і керував Кенесом (Радою). У керівництво повстанців входили Абдібек Сегізбаєв , Кайип (Каіп) Баймуратов , Тлеп Жаналін , Суїнгали (Суюнуали) Самет , Кайирли Мірзабеков, Мешітбай Канаєв , Абдолла (Абдулла) Кенжетаєв , Дошан (Дощан) Бастауов , Урмагамбет (Ірмагамбет) Кудайсугіров , Нургали Минбаєв (Минбаєв ), Махмуд Айнекбаєв (Айнекебаєв Махмут ).
Сардарбеком (воєначальником) був обраний Мукантай Саматов. Власник мечеті в місцевості Карасу, Хазрет, який закінчив свого часу духовну школу в Бухарі, який за документами ОДПУ був в минулому радником бухарського еміра Сеїд Алім-хана.
Повсюдно в місцевостях, охоплених повстанням, на сходках повстанців вибиралися з авторитетних людей, глави — хани і сардари (командири загонів), так в Іргизькому районі біля озера Челкар-Тенгіз ханом був обраний Томенбай Нурлибаєв, радником Ісатай Сатибалдін, сардарбеком був обраний Сидиков Аймен.
Згідно оперрозвідданих ОДПУ від 7 березня 1930 р Хухарева:
- 4 березня 1930 року загін повстанців чисельністю 300 осіб прибув з півночі на південь в п. Іргиз, розгортаючи рух за охоплення кільцем районного центру. Були направлені 2 групи розвідників-комуністів, які були перехоплені повстанцями. Загоном повсталих командував мулла Саматов (згадується як колишній радник бухарського еміра);
- в аулах № 5 і № 6 Іргизького району (що знаходяться, в 35 верстах на схід від п. Іргиза) з'явився загін повстанців в кількості 300 осіб під командуванням Аїжаркіна (Айжаркина Канаєва) і Мухана Хазрета. За текстом зведення не зрозуміло чи це той самий загін, чи інший.
- Із м. Челкар в п. Іргиз прибув комуністичний загін в кількості 40 осіб
- 8 березня 1930 р. з м. Челкар до п. Іргиз відбуває загін в кількості 70 осіб під командуванням окрвоєнкома Озимина, з повноваженнями прийняти загальне військове командування всіма силами в Іргизі.
- В аулі № 4 Іргизького району було створено загін в кількості 40 осіб, який швидко збільшилася до 150 осіб. 1 березня 1930 року в цьому аулі відбулися збори повстанців і жителів аулу, де був обраний ханом мулла аулу № 25 Іргизького району (прізвище не встановлене). Загін має намір захопити п. Карабутак.
- Виходячи з загрози захоплення п. Карабутак, був відправлений загін з 20 комунарів під командуванням Симонова в район озера Бел-Копа. Слідом за Симоновим 8 березня буде направлений комзагін з 30 бійців під командуванням Мельникова.
- За повідомленням Оренбурзького окружного відділу ОДПУ, з боку Іргизького району у напрямку аулів № 3 і 5 Домбаровського району і до села Можарівка Орського району Оренбурзького округу рухається загін чисельністю від 300 до 1500 осіб. На зустріч в розвідку був висланий загін міліції. Крім цього створено резервний загін чисельністю 50-70 осіб. «Документи Актюбінської Обласного Історико-краєзнавчого музею, оцифрованих сайтом» Історія Актюбінської області "" [Архівовано 20 грудня 2019 у Wayback Machine.]

У березні 1930 року почалася повстання в Казалинському районі під проводом ішана Акмирзи Тосова, нещодавно обраний ханом Казалинського району.
Створено принаймні 6 загонів повстанців, якими командують Ж. Баїмбетов, М. Саматов, С. Ісатай, А. Досов, Т. Нурлибаев, Лаубана і Кабланов. В даний час відомі повні імена керівників Айжаркин Канаєв, Жумагази Баїмбетов, Мукантай Саматов, Ісатай Сатибалдін, Акмирза Тосов (Тосули) або Досов (Досули), Томенбай Нурлибаев, Пірмагамбет Лаубана, Жумаш Кабланов.
В Сир-Дар'їнській окрузі Мукантай Саматов оголосив мобілізацію чоловічого населення від 16 до 60 років.
Згідно з оперативними довідками СОУ ОДПУ від 15 березня 1930 року, чисельність учасників виступу в Джетигаринському районі Кустанайського округу, що охопило також частину Актюбінського округу, склала близько 1500 осіб.

Виступ сарбазів не носив націоналістичного характеру, оскільки в ньому брали участь і росіяни, які разом вели боротьбу «проти колонізаторської політики російських більшовиків». У доповіді КРО ОДПУ «Попередні підсумки оперативної роботи органів ОГПУ по боротьбі з контрреволюцією в селі з 1 січня по 15 квітня 1930 р.» зазначено: 
 «В цілому ряді районів (Казахська] РСР, Сибір, Урал, ДВК, СКК) ми мали факти блоку національної (східної) к[онтр]р[еволюції] з російською (переважно козацькою) контрреволюцією. Це тим більш характерно, якщо врахувати ту обставину, що націонал-контрик разом з російським контриком йде на боротьбу „проти колонізаторської політики російських більшовиків“. У ряді повстань і банд (керованих к/р організаціями) беруть участь в тісній співдружності алтайці і російські козаки (Ойратія), буряти [і] російські козаки (Бур[ят]-Монголія і ДВК), російські козаки і казахи-націонали (Казахська]РСР). Місцями російські козаки керують повстаннями і бандами націоналів і навпаки (Ойратія — Бочкарьова, Ташкінов; каракумські повстанці Казахстану: Мухор-Шібірь і Чита).» 
 У доповненні до опердовідки № 7 СОУ ОГПУ про хід «ліквідації контрреволюційних куркульсько-білогвардійських і бандитських елементів» за період з 5 по 10 березня 1930 р. зазначено, що повсталі діє чотирма групами різної чисельності з завданнями захоплення центру Джетигаринського району — Джайлима, Джетигаринських золотих копалень (група в 300 осіб), районний центр Карабутак і м. Іргизу (група чисельністю до 600 осіб). Телеграфне повідомлення Тургай-Іргиз та Іргиз-Челкар перервано. У ряді місць повсталими розграбовані кооперативи і сільради. По шляху проходження в районі озера Челкар-Тенгіз повсталі захопили транспорт міді Карсак-Наевского заводу.
Масштаби цього повстання були такі великі, що влада кинула на його придушення значні сили.
У придушенні повстання брали участь підрозділи 8-й Туркестанської кавалерійської бригади (дивізії): курсанти полкової школи 43-го кавалерійського полку, 44-й кавалерійський полк, 45-й кавалерійський полк, 38-й кінно-артилерійський дивізіон. А також 62-й окремий дивізіон військ ОДПУ. Всі ці частини мали величезний досвід боротьби з басмачами.
У документах ОДПУ зустрічаються такі прізвища командирів і чисельність військовослужбовців:
- Райком м. Орськ сформував і направив зведений комуністичний загін чисельністю 19 осіб з 2 ручними кулеметами, підкріплений 40 співробітниками міліції м. Оренбурга.
- З гарнізону м. Актюбинска були відправлені загони під командуванням Симонова (20 бійців) і Мельникова (30 бійців).
- Кінний загін з 65 осіб під командуванням Маліка і Шафранека.
- Кінний загін з 60 осіб під командуванням Філіппова.
- Кінний загін з 90 курсантів полкової школи з 3 станковими кулеметами під командуванням Сидельникова.
- Казахський національний ескадрон з 120 осіб з 3 станковими кулеметами під командуванням Акаєва.
- Кінний загін з 43 осіб під командуванням Петіна.
- Кінний загін з 70 осіб під командуванням окрвоєнкома Озиміна М. І.
- Кінний загін під командуванням Гущина.
- Підрозділи 62-ого окремого дивізіону військ ОДПУ під командуванням Подобіна, Пухтєєва, Симонова, Новикова, Пуйкан (120 осіб), Хухарєва, Цуканова.

## Хроніка бойових зіткнень урядових військ з повстанцями
З самого початку повстання повстанці використовували методи партизанської боротьби із застосуванням бойової партизанського досвіду, накопиченого в ході повстання 1916—1917 р. і громадянської війни. А саме діяти невеликими мобільними (кінними) групами (загонами), які при необхідності об'єднуються і діють спільно. При несприятливому збігу обставин, знову дробилися і намагалися піти від удару і збиралися знову в зараннє визначеному місці.
У складі повстанських загонів організовуються групи відмінних стрільців — «мергенів», озброєних кращою зброєю і добре забезпечених патронами. Ці стрілки отримують спеціальні завдання зі знищення командного складу урядових військ, а також використовуються в якості ар'єргарду.
Основною проблемою повсталих було відсутності зброї та боєприпасів, що і згодом, відіб'ється на поразку з величезними втратами серед сарбаз.
| Дата       | подія |
| ---------- | --- |
| 08.03.1930 | Казахські повстанці захопили п. Жайилма в Іргизькому районі, на південь від м. Орськ. |
| 09.03.1930 | У місцевостях Сулеймен, Асубай, Баєке, Куламис відбувалися зіткнення сарбазів з регулярними частинами 8кд. |
|            | Поступово повстанці з різних волостей почали концентруватися поблизу селища Іргіз. Згідно з оперативними довідками СОУ ОДПУ від 15 березня 1930 р. 9 березня 1930 р була зроблена спроба захоплення районного центру Іргіз. Керівник повстанців послав до Іргізу двох парламентарів з такою заявою: «Якщо не будете перешкоджати релігії, а також насильно нав'язувати свої колгоспи населенню, — відступимо, складемо зброю, розійдемося по своїх аулах». |
| 14.03.1930 | Загін хана Айжаркина і сардарбека М. Саматова, чисельністю до 600 осіб, неодноразово намагаються захопити райцентр п. Іргіз. Загін сформований із співробітників ОДПУ, чисельністю 57 осіб, успішно відбили слабо озброєний напад. Втрати з боку сарбазів убитими і пораненими склали 56 осіб. |
| 14.03.1930 | У битві в місцевості Карека загинули 170 повстанців і чотири карателя. |
| 15.03.1930 | Прибулі до п. Іргіз на допомогу обложеним, частина 8кд в новому бою розсіяли казахських повстанців, які відірвавшись від переслідування, незабаром знову об'єдналися. |
| 20.03.1930 | У місцевості Куламис частини 8кд розгромили казахський загін хана Айжаркина і сардарбека М.Саматова. Втрати сарбазів склали 36 осіб убитими, зокрема, і керівник повстання хан Айжаркин, а 38 осіб, в тому числі М. Саматов були змушені здатися. За іншими даними бій відбувся 21.03.1930 р в районі урочища Куль-Камиш було вбито — 40 осіб, а захоплено — 33 осіб.) |
| 23.03.1930 | У місцевості Шатиртам поблизу с мечеттю (побудований Дуйсенби) в засідку влаштовану загоном Сидельникова (за іншими даними, відповідно до спогадів К. Мишанова командував цим загоном Акаєв (ім'я не пам'ятає) чисельністю 100 бійців) потрапив загін Туменбай хана (Нурлибаев). Загоном повстанців командував сардарбек Сидиков Аймен (за документами ОДПУ І.Сатибалдін, в дійсності він був радником Туменбай хана). За спогаду Мишанова К., який був провідником загону Червоної Армії, засідка була організована за допомогою 3 станкових кулеметів. Вогнем 3 кулеметів і 100 гвинтівок була зустрінута колона сарбазів чисельністю 1600 осіб (за даними ОГПУ 700 осіб). Одними з перших загинули керівники загону Туменбай хан, Сидиков Аймен та Ісатай Сатибалдін, які очолювали колону повстанців. У тому бою втрати сарбазів за даними ОДПУ склали 242 осіб убитими, 26 полоненими. За словами К. Мишанова втрат було більше — близько 300 осіб убитими і понад 300 осіб полоненими. Захоплені урядовими військами трофеї, показують, наскільки слабо були озброєні повстанці — 3 гвинтівки, 5 мисливських рушниць, 1 піка і кілька бойових сокир. Крім зброї було захоплено 104 верблюда, 55 коней і провізія. Втрати з боку карателів 1 людина, убитий перед смертю С. Айменовим. Переслідування залишків загону повстанців не було. Решта повстанці відступили в піски Каракум на північ від Аральського моря. Разом з сарбазами з насиджених місць знялися і кілька сотень аулів, найбільш активно брали участь у повстанні (за даними ОДПУ близько 15-16 тисяч осіб — 5000 сімей, 10000 сарбазів). Місцевість Шатиртам Таупської волості Іргізького повіту Актюбінської області з того часу в народі називають «Тока кирган» (місце побоїща Тока — підроду Шомекей), оскільки в загоні Туменбай хана з 1600 бійців 700—800 чоловік були з роду Тока і більшість загиблих було саме з цього роду). За іншими даними в бою 23 березня 1930 року в 75 км на південний схід від Иргиза вбито 80 і захоплено 26 осіб). |
| 26.03.1930 | За Сирдар'єю в пісках радянськими військами розгромлений казахський загін А. Т(Д.)осова. В бою загинуло 108 повстанців на чолі з А. Т(Д) осовим, 150 осіб було поранено. За іншими даними в результаті 3-годинного бою вбито 107 повстанців. Захоплено 56 одиниць бойової зброї. |
| 07.04.1930 | У місцевості Маркожа казахські басмачі розгромили радянський загін Петіна, під час якого з боку повстанців було вбито 35 осіб (серед них один з керівників повстання Пірмагамбет Лаубана) і 40 осіб убитих — з боку карателів. У той же день і один відділ сарбазів змусив відступити загін під командуванням Гущина. |
| 09.04.1930 | Радянський загін Сидельникова зіткнувся з великими силами казахських басмачів-повстанців і, не прийнявши бою, відступив. |

Озлоблена наполегливим опором майже беззбройних сарбазів, влада перекинули в район повстання нові сили, довівши угруповання Червоної Армії до 700 шабель, 30 кулеметів. До станції Шалкар і Аральск стягнули підрозділ 62-го окремого дивізіону військ ОДПУ, оснащених бронеплощадками з гарматами. Для розвідки використовувалися літаки. Проте, в кінці квітня радянська влада вирішили почати мирні переговори.

## Закінчення іргізскіх повстання
Необхідно відзначити факт, що Радянська влада вперше в своїй історії вела мирні переговори з повстанцями, такі переговори влади з делегацією повсталих були 1962 року під час Новочеркаського повстання.
У Каракуми прибула урядова комісія на чолі з А. Жангельдиним, в складі комісії були І. Мусрепов, С. Сейфуллін, А. Жусіпов, Тискаєв. Вибір уряду Казахстану кандидатури А.Жангельдіна на голову комісії не випадковий, оскільки він користувався повагою сарбазів і був особисто знайомий з багатьма ще за повстанням 1916 року в якості комісара у А. Іманова.
Повсталі висунули такі вимоги:
1. Повернення незаконно конфіскованої у середняків худоби.
2. Свобода совісті, повернення мечетей і невтручання влади в справи віруючих.
3. Видання декрету про заборону конфіскації і безумовне виконання його владою.
4. Припинення насильницької колективізації.
5. Припинення штучного загострення в аулі «класової боротьби», всі внутріаульні справи повинні вирішуватися не «уповноваженими», а загальними зборами.
6. Встановлення суми податку відповідно до кількості худоби, припинення практики стягування хлібного податку зі скотарів.
7. Створення із повстанських аулів особливого адміністративного району в Каракумах.

Під цими умовами поставив за Раду повстанців свій підпис Торекешев. При виконанні цих умов повстанці погоджувалися скласти зброю. Зі свого боку, А. Жангельдин пообіцяв амністію всім учасникам руху. 30 квітня 1930 року підписано угоду між урядовою комісією А. Джангельдіна і керівництвом повсталих казахів-сарбазів.
Але уряд на чолі з Ф. Голощокіним звів нанівець підписану угода і не стримав свою обіцянку. Після того, як 3 травня 1930 року всі повстанці склали зброю (було вилучена 31 вогнепальна одиниця — або 17 гвинтівок, 12 дробовиків, 2 берданки), органи ОДПУ 12 травня 1930 року розпочали арешти керівників та активних учасників повстання.
Учасники виступів з сім'ями намагалися масово відкочувати до Туркменії, Каракалпакії, Афганістану і навіть в Китаю. Відомий факт добровільної здачі в Алма-Атинській окрузі 300 учасників повстання в Іргізькому районі, здалися йшли з червоним прапором. Аули були повернуті на колишнє місце проживання, де повним ходом йшла кампанія суцільної колективізації.

### Новий етап повстання— Кармакшинське (Каракумське або Кизил-Ординське) повстання
Уцілілі від розгрому залишки збройних повстанців Іргізького району зникли в пісках Кара-Куму. До них добавилися залишки кармакшинських загонів повстанців і разом підняли нове повстання з числом учасників до 4000 осіб.
Серпень і перша половина вересня 1930 року характеризуються різкою активізацією уцілілих учасників березневих і квітневих виступів в пісках Кара-Кум, Кизилординського і Алма-Атинського округ. Знову організовано два великих збройних виступи повстанців. Гасла повстанців: «Краще померти, ніж переносити утиски і обмани влади». «Воювати з більшовиками до останньої краплі крові». «Ні фунта хліба державі».
Командує загоном повсталих Кожбан Жубанов, обраний ханом. В результаті агітації з Челкарського, Карабутакського та Іргізького районів Актюбінської округу почалися масові відкочування казахів для приєднання до загону Жубанова. Відкочувалими 60 господарствами з аулу № 24 Челкарского району керував аткаменер Аімагамбетов Канжобай, один з керівників Іргізького виступу Саметова.
В результаті військових ударів загін Кожбан Жубанова, не приймаючи бою, групами став йти в північному, східному і південному напрямках. Велика частина повстанців відходить на південний схід. Сам Кожбан Жубанов з 50 мергенами тримає прямує до Карсакпаю (320 км на північний схід від Кзил-Орди) і далі на південний схід в голодний степ Бедпак-Дала.
8 вересня 1930 року в місцевості Аман-Кум (30 км на північний захід від Ак-Чилика, що 65 км на південний захід від оз. Чубар-Тенгіз взяті в полон 15 осіб, зокрема 2 «ханських» радника. У місцевості Мін-Булак (120 км на південь від оз. Чубар-Тенгіз) захоплена після перестрілки група повсталих з 50 осіб. Відібрано 4 трилінійні гвинтівки, 1 берданка, 1 шашка, 80 гвинтівочних патронів, порох, мануфактура і продукти. Крім того, арештовано 25 осіб, в тому числі 2 радника «хана» і 3 мерени.
Однак Жубанову з кількома мергенами вдалося втекти від переслідувачів на схід, в напрямку пустелі Бедпак-Дала. Для переслідування і захоплення Жубанова виділений загін в 25 шабель. За агентурними даними, частина мергенів Жубанова зникла в місцевості Кош-Бармак (40 км на північний захід від оз. Чубар-Тенгіз). У Карсакпаї, Іргізі і по лінії залізниці Аральське море — Кзил-Орда організовані заслони з опергруп і комуністичних загонів.
Казалинська округа
В Архіві Президента Республіки Казахстан зберігається донесення начальника Казалинського районного відділу НКВС такого змісту: «… Після того, як була розгромлена банда Акмурзи, в серпні 1930 року проти заходів партії і уряду із хлібоуборки і здачі хліба державі виступила банда, організована баем Акжаном Акмамбетом, вихідцем з роду асан. Згодом повстання банди стало називатися за іменем роду — Асановським бандитським повстанням. У придушенні як банди Акмурзи, так і „Асан“ брали участь частини регулярних військ Червоної Армії, а керівники цих банд були спіймані і репресовані органами ОДПУ НКВС, однак частина їх зуміла сховатися і емігрувати до Афганістану».
30 серпня 1930 року в аулах № 22 і 23 (40 км на захід від м Казалинська) на ґрунті перегинів в області хлібозаготівель (наступною перевіркою встановлено, що в цьому районі план хлібозаготівель в порівнянні з урожайністю був перебільшений на 90000 пудів) під керівництвом Колумбетова, Буташева й ішана Ябдужалі організувався загін чисельністю до 400 осіб, озброєних 50 мисливськими рушницями, 5 гвинтівками, 2 револьверами і саморобним холодною зброєю.
Деякі голови аулрад і місцеві радянські працівники встали на сторону повстанців, зокрема секретар осередку ВЛКСМ аулу № 22 Абдрахманов був одним з активних організаторів повсталих. В результаті агітації повстанців жителі аулу № 25 в кількості 60 господарств приєдналися до повстання. Чисельність повстанців на 8 вересня 1930 року сягнула 1500 осіб.
У загін Колумбетова з Кара-Кум прибувають дрібні групи повстанців розбитого загону Кожбан Жубанова.
В операції з ліквідації повстанського виступу беруть участь:
- Казахський національний кавалерійський ескадрон — 100 шабель, 4 кулемети;
- Загін стрілецької охорони ПС 40 багнетів, 1 кулемет;
- Комуністичні загони — 231 багнет;
- Бронеплощадок — 2.

Всього: 271 багнет, 100 шабель, 5 кулеметів, 2 бронеплощадки. Крім того, уздовж берегів островів Узун-Каїр, Кара-Телень і Кара-Чаган крейсують 2 човни з екіпажем в 40 бійців з кулеметами.
Для роз'яснювальної політичної роботи в аули округу направлено 400 партпрацівників.
4 вересня 1930 загін ОГПУ був атакований загоном повстанців в 500 вершників. Атака була відбита. Бандити втратили 10 убитими. З боку урядових частин втрат немає.
Вранці 6 вересня 1930 року в місцевості Чункур-Куль загін ОДПУ мав бій з загоном повсталих чисельністю близько 1000 вершників. Сарбази вели інтенсивне наступ, але були змушені відступити. Увечері того ж дня повстанці знову намагалися атакувати урядові частини, але вогнем були відкинуті в урочищі Шахта-Купир. У першому бою сарбази втратили 40 убитими, 14 пораненими і 7 полоненими; у другому бою — 6 убитими і 1 полоненого. Втрати ОДПУ — один поранений червоноармієць. Захоплено 17 коней, 4 мисливські рушниці, револьвер.
10 листопада 1930 року агентурної розвідкою ОДПУ в районі гори Нура (170 км на схід від м Иргиза) виявлена загін Жубанова чисельністю 30 осіб, озброєна гвинтівками.
Для ліквідації загону сарбазів кинуті:
- з Тургая комуністичний загін — 25 бійців;
- загін ОГПУ — 35 бійців.[12].

У 8 грудня 1930 року в місцевості Кожебай відбудеться ще одне бойове зіткнення, і повстання буде остаточно придушене.

## Підсумки повстання
У розсекречених документах, що зберігаються в Архіві ФСБ РФ (ЦА ФСБ РФ. Ф2 оп.8 д.329, л. 198—212) в доповідній записці Особливого відділу ОДПУ про проведення вилучення та виселення куркулів від 17 листопада 1930 роки (цілком таємно) зазначено число учасників повстань: Созакського (Кзил-Ординський округ) — 2000 осіб, Іргізького (Кустанайський та Актюбинский округи) — 2500 осіб, Кизил-Ордтнського (під керівництвом Джумагазі) — 4500 осіб.

Точного кількість убитих повстанців невідома, крім того були і чималі жертви серед мирного населення: : 
 «Беззбройні селяни, які виражали протест свавіллю і безчинства часто ставали жертвами військових загонів. Так під час придушення Іргізького і Каракумского повстання (східний регіон Приаралья) в 1930 р. Тільки в одному випадку ескадроном 8-кавдивизии, дислокованої в Оренбурзі, було розстріляно і зарубано 250 осіб. Виявилося, що це беззбройні селяни, змушені тікати від безчинств і свавілля влади і пересувалися зі своїм скарбом і невеликою кількістю вцілілої худоби. Командир ескадрону Рязанов ніякого покарання не поніс. Лише його товариші по службі морально засудили його вчинок. Причому в документі вказані прізвища всіх розстріляних. Таких прикладів можна навести безліч.» 
 Для покарання повсталих, буде створено при ОДПУ «трійка», яка засудить:
- 12 осіб до смертної кари;
- 13 осіб до різних термінів і заслання;
- 163 особи були залучені до різних штрафів[1].

учасників Каракумского повстання
- 175 осіб до смертної кари;
- 172 осіб засуджені та відправлені у виправно-трудові табори на термін від двох до десяти років, багато було вислано до Східного Сибіру[15].

учасників Асанського повстання
- 10 осіб до смертної кари;
- 28 осіб засуджені та відправлені у виправно-трудові табори;
- 16 осіб на заслання.[16]

## Питання, дослідження, версії і теорії
Наразі відсутнє належне вивчення повстання сарбазів, як і інших повстань в Казахстані, адже за період з 1929 року по 1932 роки тільки в Казахстані було 372 повстання.
Історик Талас Омарбеков 1991 році виробив документальне вивчення в архівах КНБ РК фактів Іргізкого повстання, але Кармакшинське (воно ж Каракумське або Кизил-Ординське) повстання не було достатньо висвітлене, крім того нові дослідження кінорежисера Єркіна Ракишева кажуть, що необхідно також вивчити документи в архівах ФСБ РФ.
Чекають своїх дослідників такі питання:
- Чи була якась організація або група осіб, що стоїть за повсталими, оскільки простежується певна організованість, адже судячи з повстання сарбазів видно, що вона спалахнула одночасно на значній території від півночі Актюбінської і Кустанайської і до півдня Кзил-Ординський областей?
- Хто були справжніми організаторами цих повстань?
- Чи є взаємозв'язок Іргізького і Кармакшинского повстання в ракурсі родоплемінних відносин казахів, так як в цих виступах в основному брали участь казахи роду шомекей?

Відомо, що ОГПУ (НКВД) використовуючи тортури та інші недозволені прийоми слідства, змусила багатьох політичних, військових і господарських діячів Казахстану та інших республік СРСР визнати найбезглуздіші звинувачення. Так казахським діячам пред'являлися звинувачення в тому, що вони «намагалися відокремити Казахстан від СРСР і зробити його протекторатом Японії», були агентами «японських і німецьких» розвідок. Закритість справ репресованих, не давала можливість дослідникам проаналізувати, і зрозуміти, де правда, а де вибиті визнання в кожному окремому випадку.
Кінорежисер Єркін Ракишев в ході зйомок своїх документальних фільмів вивчав в архівах ФСБ РФ і КНБ РК документи кримінальних справ Т. Риськулова, С. Кожанова, У. Кулимбетова, Т. Жургенова, Ш. Шонановой. На підставі своїх досліджень висуває версію, що в Казахстані дійсно існувала казахська націоналістична організація і була організатором повстань в період 1929—1931 роки. Ракишев стверджує, що відповідальними за іргізскіх повстання був Кулимбетов У., за Каракумський — Жургенов Т., за Созакське — Сейфуллін С. і т. д. Вчитавшись у протокол допиту Ходжанова Султанбека (1894—1938 гг.), можна припустити, що організація мала змогу, використовуючи родоплемінні відносини та родинні зв'язки, на малій батьківщині влаштувати виступи селян проти Радянської влади:
 Вопрос: Расскажите о технике организации восстания в 1930 году?

Ответ: Практически подготовка к восстанию велась следующим образом: каждый из нас, членов организации, имел большие связи в районах, аулах, кишлаках. Среди этих связей была значительная часть родовых авторитетов. Их мы использовали для поднятия восстания. Например, в Яныкурганском районе, Южно-Казахстанской области, жил известный полуфеодал, родной отец члена нашей организации АРАЛБАЕВА. Отец АРАЛБАЕВА пользовался большим влиянием в ряде районов, прилегающих к Яныкургану. Я и ЕСКАРАЕВ теснейшим образом были связаны с полуфеодалами КУТЫБАРОВЫМИ, которые распространяли своё влияние в Кызыл-Кумах и Кара-Кумах. Подобных связей с врагами Советской власти на местах у каждого из нас насчитывалось очень много. Через этих людей и через мусульманское духовенство мы организовывали восстания.
—  Документ № 155 Протокол допроса С.Х. Ходжанова 31.07.1937
Із протоколу допиту Рискулова Т.:
 … к примеру, на территории нынешней Актюбинской области работу по организации восстания вел КУЛУМБЕТОВ Узакпай. Он связался с одним из активных членов организации, лично ему преданным, бывшим уполномоченным Наркомата Внешней торговли по Казахстану НАРЕНОВЫМ и другими и передал им наше мнение о необходимости открытого выступления против коллективизации. КУЛУМБЕТОВ и НАРЕНОВ через свои связи среди байско-мульских элементов, враждебно настроенных к советской власти и спровоцировали восстание в ряде районов Актюбинской области. Это восстание приняло большие размеры, оттуда связывались с повстанцами Туркменистана и добивались установления связей с Ираном.

Аналогичным путём организованы были восстания южных районов Казахстана. В этих восстаниях видную роль должен был играть и играл ЖУРГЕНЕВ Темирбек, работавший тогда в Наркомпросе Узбекистана. ЖУРГЕНЕВ происходил из очень авторитетного байского рода, из семьи крупных баев, в степях Каракума и Кзыл-Кума. Все это было использовано для поднятия восстания. Отец и братья ЖУРГЕНЕВА сами возглавили восстание.
—  Спецсообщение Н. И. Ежова И. В. Сталину с приложением протокола допроса Т. Р. Рыскулова. 5 июля 1937 г.
На допиті на питання слідчого, яким чином з беззбройними повстанцями ви хотіли повалити Радянську владу, Риськулов Т. відповів, що вони і не сподівалися на перемогу, і надія була на те, що масові виступи населення вкажуть Центральному Комітету Компартії про помилковому шляху розвитку країни.
Дійсно, Кулимбетов У. і Жургенов Т. були з одного роду Шомекей і народилися в Іргізькому районі. Кулимбетов У. міг діяти через Жаманмуринова Т. (так само з того ж роду), якого той же Ходжанов С. називав керівником Актюбінської філії антирадянської організації. У Жургенова Темірбека батько Кара Жургенов і брати Досжан і Косжан дійсно проживали в Кармакчинському районі і брали активну участь у повстанні (крім того Досжан був командиром одного із загонів повстанців).
Історик Талас Омарбеков безпосередньо вказує на присутність ознаки приналежності до певного казахському роду і організацією збройного виступу в Казахстані, так він пише, що Созаксько-Сарисуйське повстання (в Сарисуйському районі і суміжних з ним аулах Сузакського району проживали казахи родів Алшина) підняли в першу чергу представники роду Тама і інших родів Молодшого жуза, Іргізького і Кармакшинського — рід Шомекей, Асанський — рід Асан — шекти, Адайское — рід Адай і т. д..

## Додаткові посилання
- Офіційний сайт МВС РК — ПОШУК ПО ПОДІЛУ «МЕМОРІАЛ» [Архівовано 21 грудня 2019 у Wayback Machine.]
- відкритий список [Архівовано 19 травня 2022 у Wayback Machine.]
- Опір мас колективізації в Казахстані (1929—1933 рр. [Архівовано 21 грудня 2019 у Wayback Machine.] ) [Архівовано 21 грудня 2019 у Wayback Machine.]
- Газета «Актюбинский вісник», стаття «іргізскіх повстання вустами очевидців», 14.09.2016. [Архівовано 28 серпня 2017 у Wayback Machine.]
- Газета «Кизилординська вісті», стаття «Каракумський ПОВСТАННЯ: ЗА ПРАВО БУТИ ВІЛЬНИМИ», 31.10.2015 [Архівовано 16 жовтня 2019 у Wayback Machine.]
- Документи Актюбінської Обласного Історико-краєзнавчого музею, відскановані сайтом «Історія Актюбінської області» [Архівовано 11 вересня 2019 у Wayback Machine.]